# 切爾沃諾皮利亞
47°57′59″N 32°9′35″E / 47.96639°N 32.15972°E
切爾沃諾皮利亞（烏克蘭語：Червонопілля），是烏克蘭的村落，位於該國中部基洛夫格勒州，由克罗皮夫尼茨基区克特里萨尼夫卡市镇負責管轄，面積1.35平方公里，海拔高度152米，2001年人口474，人口密度每平方公里352.2人。